# Arginula
Arginula is een geslacht van weekdieren uit de klasse van de Gastropoda (slakken).

## Nieuwe soortnaam
- Arginula bella (Gabb, 1865) is ondergebracht in een nieuw geslacht met de soortnaam Scelidotoma bella (Gabb, 1865)